# 福州南駅
福州南駅（ふくしゅうみなみえき）は中華人民共和国福建省福州市倉山区に位置する中国鉄路総公司（CR）南昌鉄路局が管轄する駅である。福州市中心部の五一広場から13.9km離れている。
本項では、近接する福州地下鉄の福州火車南駅（ふくしゅうかしゃみなみえき）についても記述する。

## 所属路線
中国鉄路総公司
温福線：温州南駅起点より294km、本駅が終点。
福廈線：福州駅より19km、廈門駅終点まで257km。
向莆線：（南昌市向塘鎮～莆田市）工事中、支線が接続予定。
福州地下鉄
■1号線

## 歴史
- 2008年9月2日 - 建設を開始した[3]。
- 2010年4月26日 - 正式に運営開始した[4]。
- 2016年5月18日 - 福州地下鉄1号線が乗り入れ開始。

## 駅構造

### 中国鉄路総公司
単式ホーム2面、島式ホーム5面の地上駅であり、通過線2本と発着線12本を有する。ホーム上屋はホームと線路を覆う形で、南北450m、東西163mの広さである。駅舎は地上3階、地下2階で、建築面積は92473平方メートルである。駅全体の建築総面積は19.5万平方メートルである。駅舎は東西双方に有り、西駅舎は完成したが、東駅舎は建設工事中である。

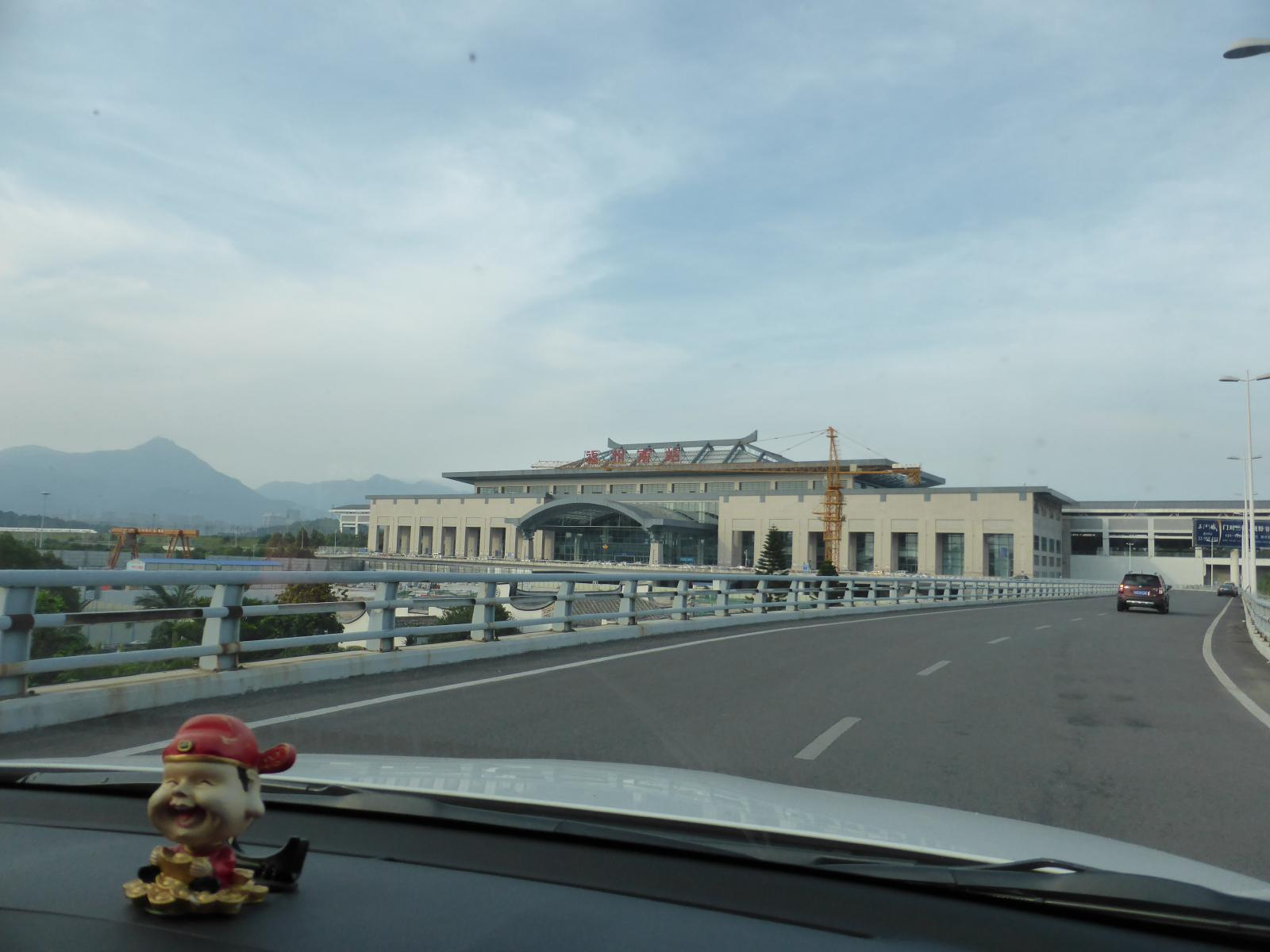
福州南駅全景。2F出発フロアへの接続道路。
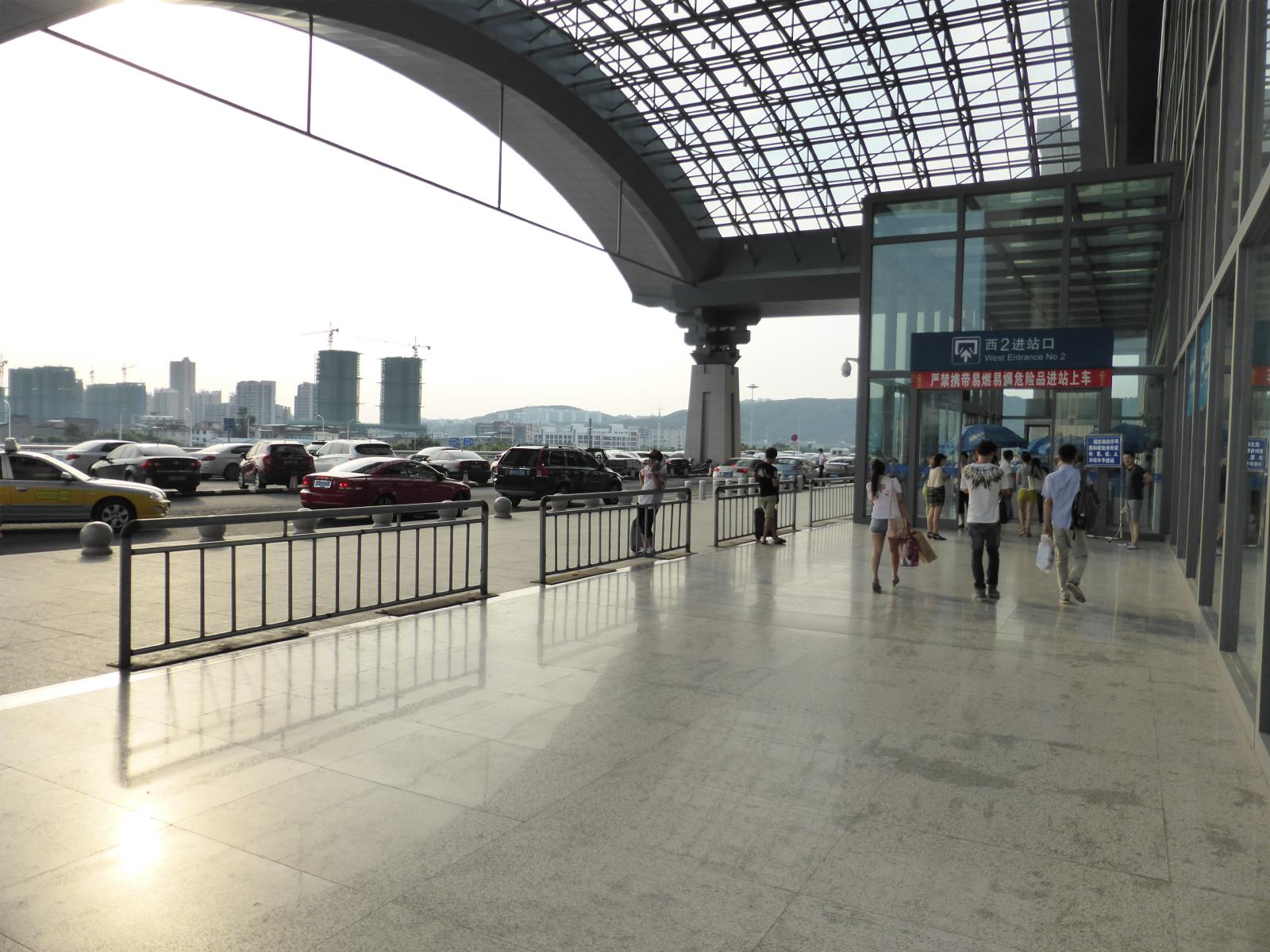
2F出発玄関口
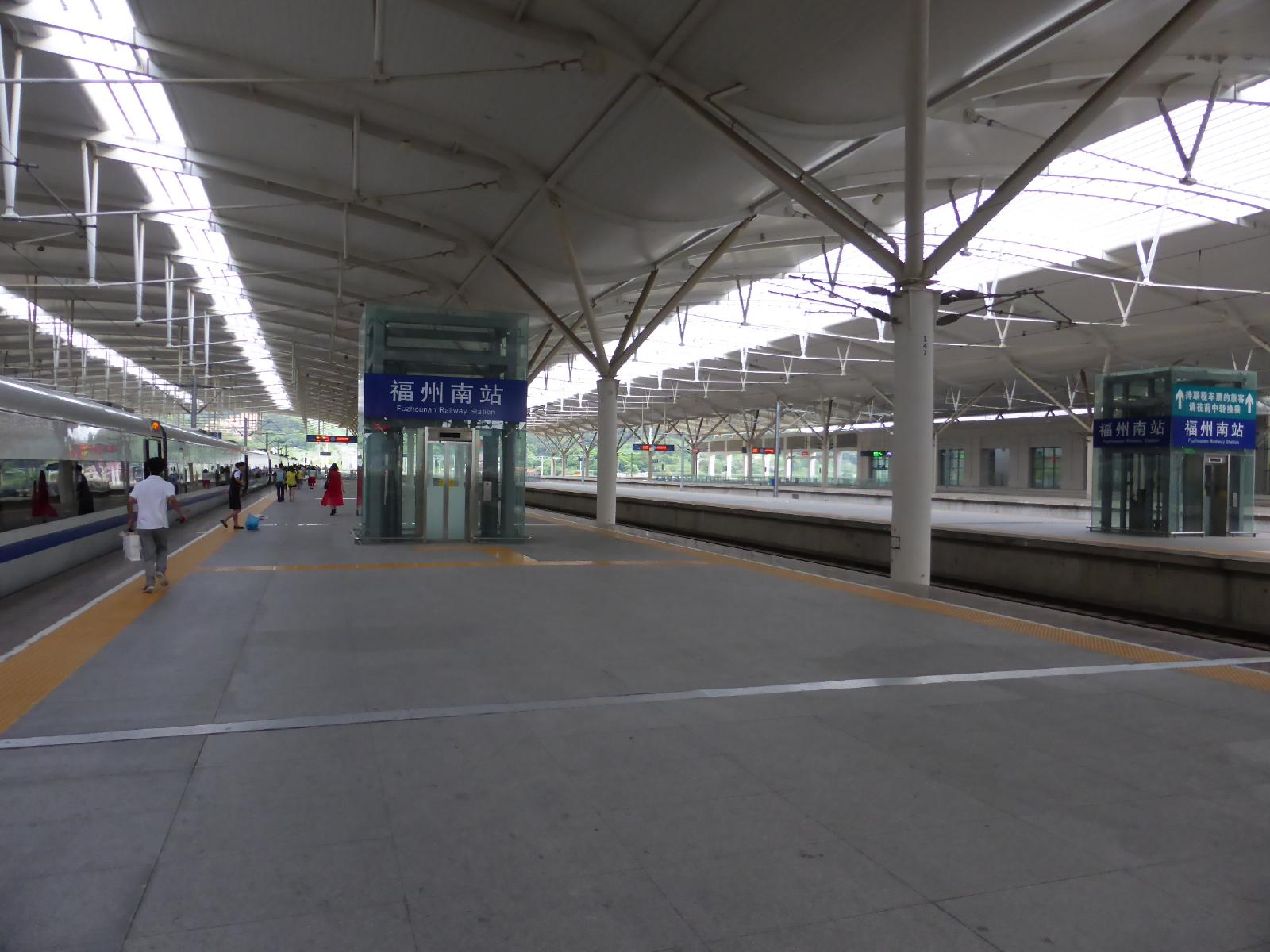
プラットホーム

### 福州地下鉄
地下駅であり、地下2階に島式1面2線ホームがある。地下1階は改札階である。

#### のりば
| 1 | ■1号線 | 福州火車駅・象峰方面 |
| 2 | ■1号線 | 三江口方面           |

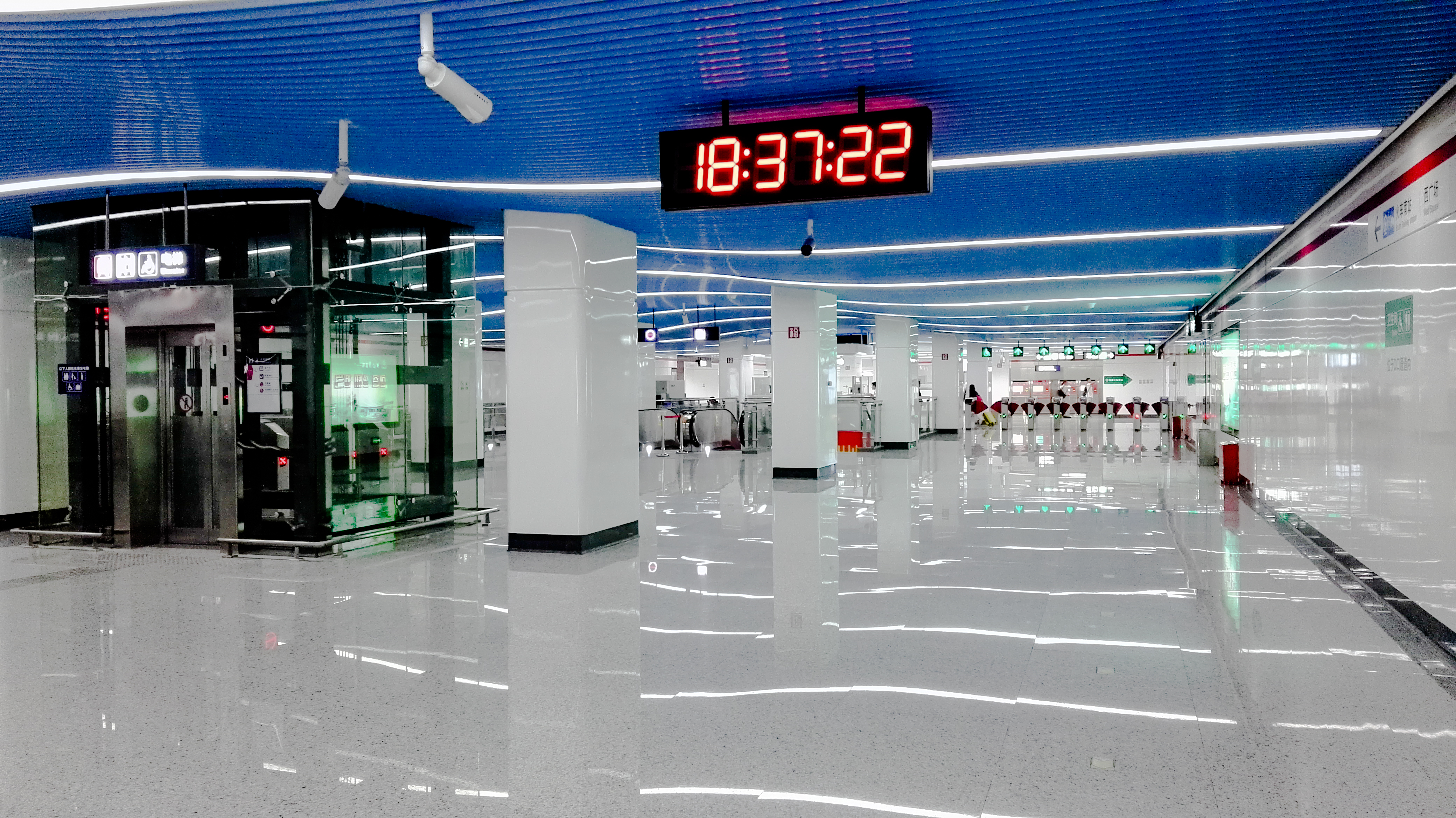
改札階
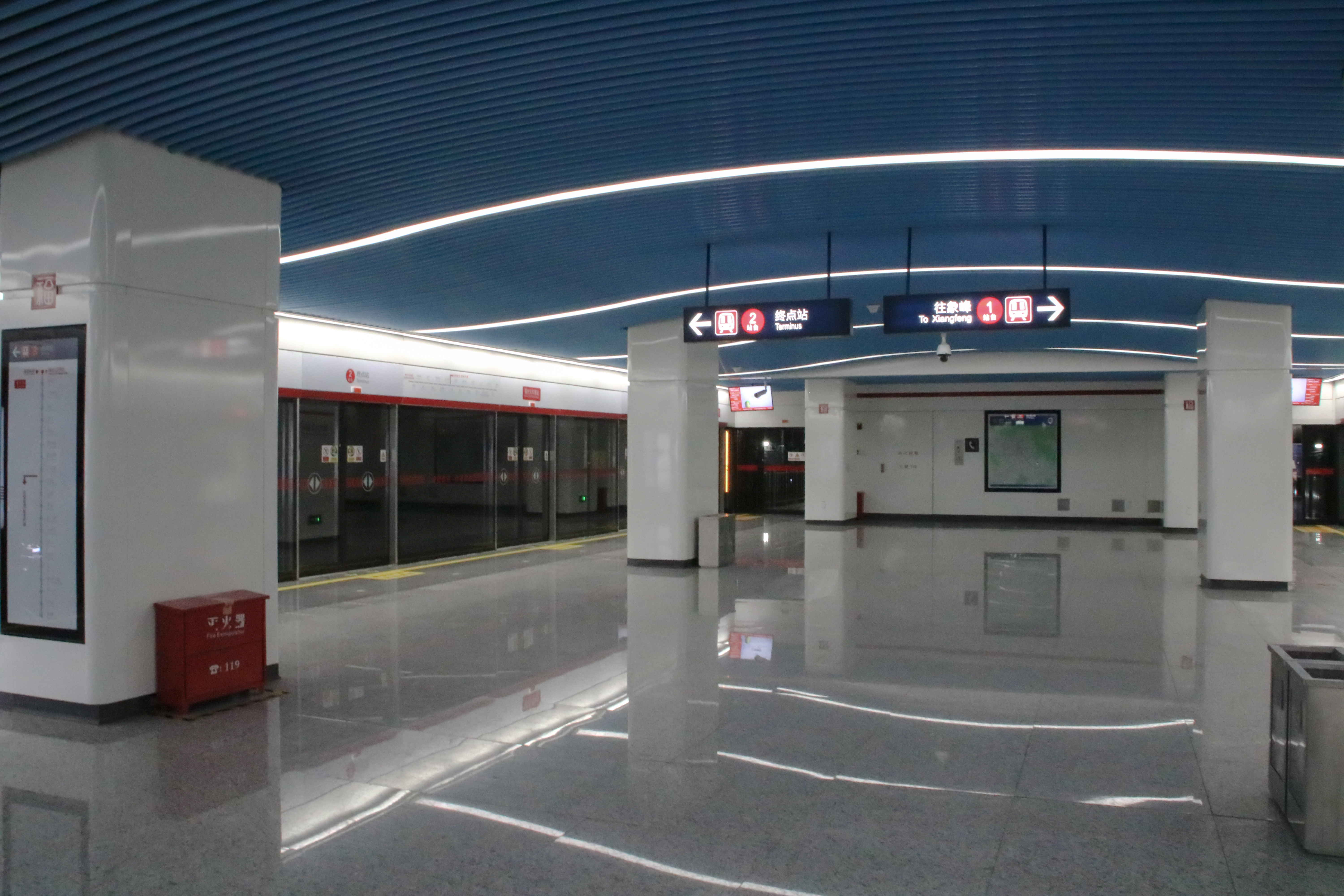
ホーム

## 利用状況
本駅は温福線と福廈線の旅客を扱う駅で、2010年5月現在、毎日40本弱の旅客列車（動車組）が発着する。

## 路線バス

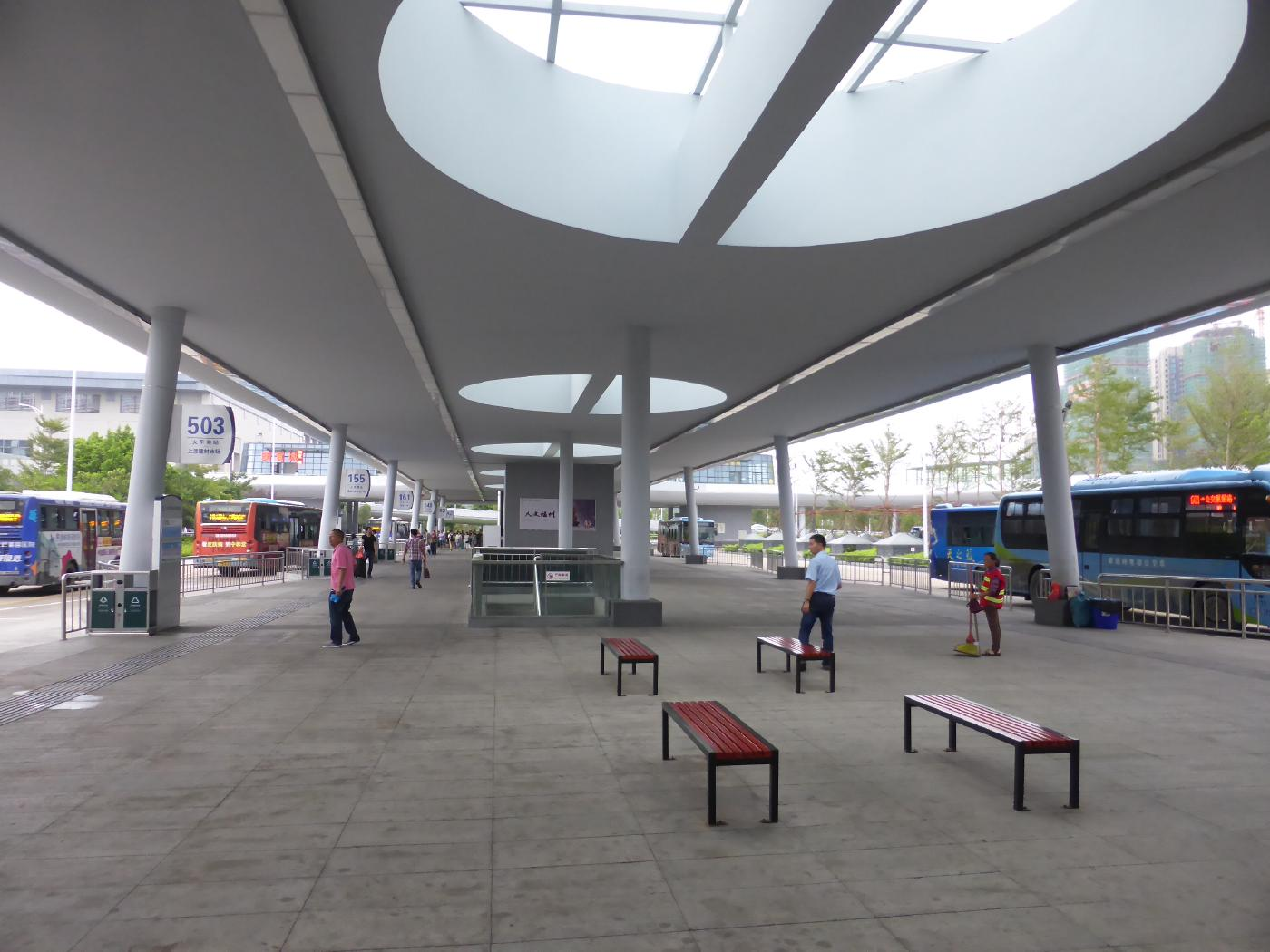
福州南駅直結のバスターミナル

- K2番、83番、124番など。

## 未来計画
駅東北側に新汽車南站（バスターミナル）が建設中である。

## 隣の駅
中国鉄路総公司
温福線
連江駅 - 福州南駅
福廈線
樟林駅 - 福州南駅 - 福清駅
福州地下鉄
■1号線
臚雷駅 - 福州南駅 - 安平駅